# David Castro Fajardo
David Castro Fajardo (La Roda, 1993) es un deportista español que compite en triatlón y acuatlón.
Ganó una medalla de oro en el Campeonato Europeo de Triatlón de 2023 y una medalla de oro en el Campeonato Mundial de Acuatlón de 2021.

## Palmarés internacional
| Campeonato Europeo | Campeonato Europeo | Campeonato Europeo | Campeonato Europeo |
| Año                | Lugar              | Medalla            | Prueba             |
| ------------------ | ------------------ | ------------------ | ------------------ |
| 2023               | Madrid (España)    | Medalla de oro     | Individual         |

| Campeonato Mundial | Campeonato Mundial           | Campeonato Mundial | Campeonato Mundial |
| Año                | Lugar                        | Medalla            | Prueba             |
| ------------------ | ---------------------------- | ------------------ | ------------------ |
| 2021               | Guijo de Granadilla (España) | Medalla de oro     | Individual         |